# Heinz Leymann
Heinz Leymann (Wolfenbüttel, Alemanya, 17 de juliol de 1932 - †Estocolm, 1999) va ser un psiquiatre que es va especialitzar en el mobbing laboral. Es va nacionalitzar com a ciutadà suec el 1955 i va viure a Suècia durant molts anys. Era doctor en psicologia pedagògica i també va obtenir el grau de doctor en psiquiatria.
És considerat com el primer investigador i pioner en la divulgació de l'assetjament psicològic o Mobbing a Europa. Altres pioners europeus en aquesta matèria són la psiquiatra francesa Marie France Hirigoyen i el psicòleg espanyol Iñaki Piñuel i Zabala.
Konrad Lorenz, des de l'etologia, va anomenar mobbing a l'atac d'un grup d'animals petits assetjant un animal solitari més gran amb la finalitat de fer-lo fora i protegir el grup. Va ser Heinz Leymann qui en observar una conducta similar en els centres de treball, va establir un paral·lelisme i va anomenar aquell comportament com a psicoterror i posteriorment mobbing, aconseguint l'atenció internacional sobre aquest fenomen al Congrés d'Higiene i Seguretat en el Treball d'Hamburg (1990).
Des de llavors Heinz Leymann és l'expert internacional més reconegut en el camp del mobbing en els llocs de treball.
Va treballar com a psicòleg clínic i era professor de ciències del treball a la Universitat de Umeå. Va arribar a tractar prop de 1.300 pacients, un nombre important d'ells van ser hospitalitzats en una clínica que aplicava programes especials amb el tractament desenvolupat per ell mateix.

## Obra
- LEYMANN, H.; Mobbing: la persécution au travail. Seuil. Paris 1996.
- LEYMANN, H.; The content and development of mobbing at work. Rev. European J. of Work and Organitzational Psichology 2. 1996.
- LEYMANN, H. GUSTAFSON, A.; Mobbing at work and the development of post-traumatic stress disorders. Rev. European J. of Work and Organitzational Psichology 2. 1996.
- LEYMANN, H & KORNBLUH, HY; Socialization and Learning at Work. A new approach to the Learning Process in the Workplace and Society. Aldershot Hants: Gower Publishing Avebury.
- LEYMANN, H. & ZAPF DIETER; Mobbing and Victimization at Work. 1996
- LEYMANN, H; Kan arebtslivet demokratiseras? Metoder för förändringsarbete i organisationer med tyngdpunkt pa inlärning.1978